# Christine Guldbrandsen

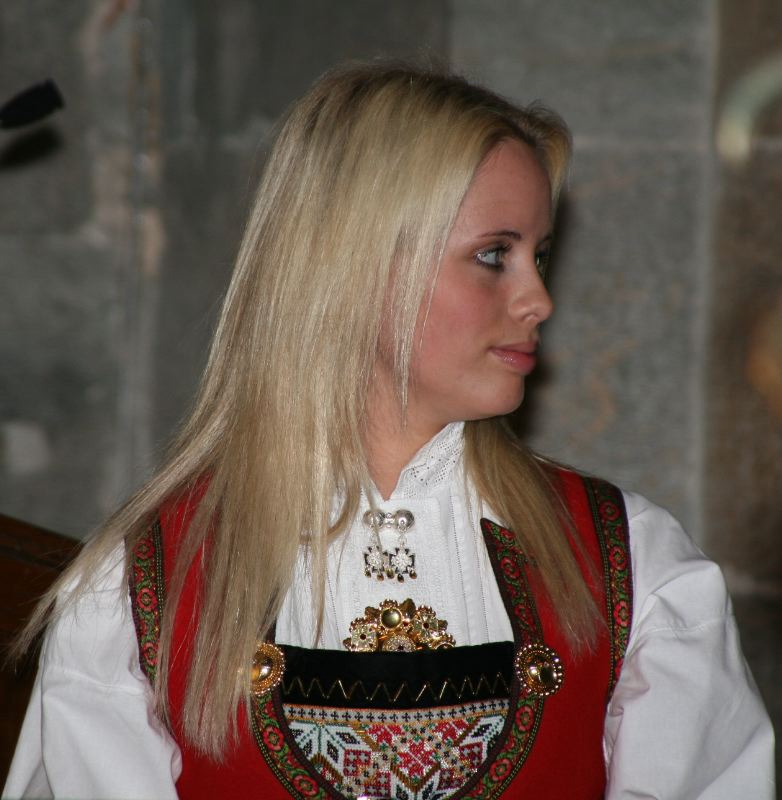
Christine Guldbrandsen
(Foto: Nina Aldin Thune)

Christine Guldbrandsen (* 19. März 1985 in Bergen) ist eine norwegische Sängerin. 

## Leben
2003 brachte sie ihr erstes Album (Surfing In The Air) heraus und erhielt unter anderem dafür den Karolineprisen zugesprochen. Es folgten 2004 und 2007 zwei weitere Alben (Moments und Christine). Beim norwegischen Vorentscheid Melodi Grand Prix 2006 setzte sie sich mit knapper Mehrheit durch. Bekannt wurde sie dann durch ihren Auftritt beim Eurovision Song Contest 2006. Mit ihrem Lied Alvedansen belegte sie den 14. Platz, punktgleich mit Texas Lightning.

## Diskografie
Alben

| Jahr | Titel              | Höchstplatzierung, Gesamtwochen, AuszeichnungChartsChartplatzierungen (Jahr, Titel, Platzierungen, Wochen, Auszeichnungen, Anmerkungen) | Anmerkungen |
| Jahr | Titel              | NO | Anmerkungen |
| ---- | ------------------ | --- | ----------- |
| 2003 | Surfing In The Air | NO15 (6 Wo.)NO |             |
| 2005 | Moments            | NO32 (1 Wo.)NO |             |
| 2007 | Christine          | NO38 (1 Wo.)NO |             |